# EasySCP
EasySCP (Easy Server Control Panel) war ein Projekt zur Entwicklung eines Multi-Server-Verwaltungs- sowie Administrationstools. Das Projekt baute auf ispCP (vormals VHCS Omega genannt) auf, einem Fork des VHCS-Projekts.

## Unterschiede zu VHCS und ispCP
Im Gegensatz zu VHCS und ispCP war EasySCP ein echtes Open-Source-Projekt, welches gemeinschaftlich entwickelt wurde. Daraus erwuchsen einige technische Unterschiede, wie zum Beispiel die Unterstützung von PHP als FastCGI statt mod_php (was unter anderem auch den Betrieb von Apache HTTP Server 2.2 mit dem Modul mpm-worker erlaubt) und Verbesserungen im Bereich Sicherheit.

## Unterstützte Plattformen
EasySCP läuft unter den verbreiteten Linux-Distributionen CentOS, Debian, Fedora, Gentoo Linux, openSUSE, Red Hat Linux und Ubuntu. Zudem ist es unter FreeBSD und OpenBSD lauffähig. Mit einigen manuellen Eingriffen, jedoch ohne offizielle Unterstützung, kann EasySCP auch unter weiteren Linux- und BSD-Distributionen lauffähig gemacht werden.

## Systemvoraussetzungen
- Apache (Webserver)
- Postfix (MTA)
- ProFTPd (FTP-Server)
- PHP 5.x (Skriptsprache, fcgid)
- Perl (Skriptsprache)
- MySQL 4 oder 5 (relationales Datenbankverwaltungssystem)
- Courier (POP3- und IMAP-Daemon)
- BIND8 oder BIND9 (DNS-Server)
- iptables (optional)